# Ромулус Габор
Ромулус Габор (рум. Romulus Gabor, нар. 14 жовтня 1961, Пуй) — румунський футболіст, що грав на позиції нападника.
Виступав, зокрема, за клуб «Корвінул», а також національну збірну Румунії.

## Клубна кар'єра
Народився 14 жовтня 1961 року в місті Пуй. Вихованець футбольної школи клубу «Корвінул». Дорослу футбольну кар'єру розпочав 1978 року в основній команді того ж клубу, в якій провів тринадцять сезонів, взявши участь у 305 матчах чемпіонату. Більшість часу, проведеного у складі «Корвінула», був основним гравцем атакувальної ланки команди.
Згодом з 1991 по 1996 рік грав у складі команд «Діошдьйор», «Університатя» (Клуж-Напока), «Уніря» (Алба-Юлія) та «Корвінул».
Завершив ігрову кар'єру у команді «Інтер» (Сібіу), за яку виступав протягом 1996—1997 років.

## Виступи за збірні
У 1981 році дебютував у складі юнацької збірної Румунії (U-20).
Того ж року дебютував в офіційних матчах у складі національної збірної Румунії.
У складі збірної був учасником чемпіонату Європи 1984 року у Франції.
Загалом протягом кар'єри в національній команді, яка тривала 6 років, провів у її формі 35 матчів, забивши 2 голи.

## Титули і досягнення
- 3-тє місце на Молодіжному чемпіонаті світу з футболу 1981, найкращий гравець